# Аккад

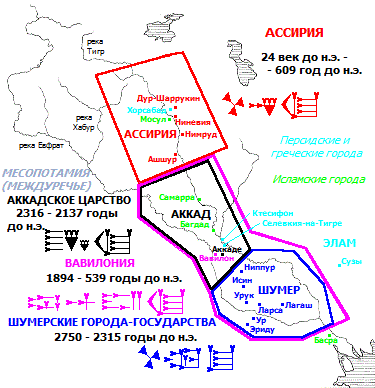
Шумер Аккад, Ассирия

Акка́д (аккад. 𒆳𒌵𒆠 Māt Akkadim; шум. 𒀀𒂵𒉈𒆠 kurA.GA.DÈki; ивр. אַכַּד‎, Akkad) — государство, существовавшее в XXIV—XXII веках до н. э., а также древняя область в северной части Южной Месопотамии, на территории современного Ирака. Столица — город Аккаде (шумер. Агаде).
Аккадское государство возникло в результате завоевательных походов Саргона Древнего, который объединил под своей властью земли шумеров и восточных семитов (впоследствии аккадцев), включив в свои владения все номы Древней Месопотамии и ряд соседних территорий. Наивысшего могущества Аккад достиг при внуке Саргона, Нарам-Суэне, но уже в конце XXIII века до н. э. держава пришла в упадок, а её основная территория попала под власть горных племён кутиев (гутеев).
В аккадскую эпоху были заложены основы государственной системы последующих крупных держав Месопотамии — Шумеро-Аккадского царства, Вавилонии и Ассирии. У народов Древнего Ближнего Востока Аккад считался эталонным государством, своего рода образцом древней монархии.

## Территория. Этимология названия
Коренная территория Аккада занимала среднюю часть междуречья Тигра и Евфрата, а точнее — север Нижней Месопотамии и долину реки Дияла. В Раннединастический период эта область имела шумерское название Ки-Ури (по другим данным, это название носила лишь долина Диялы) и включала в себя ряд номовых государств, таких как Киш, Сиппар, Эшнунна, Вавилон, Куту и др. В ходе многочисленных завоеваний Аккад превратился в крупнейшую державу своего времени и стал самым большим из когда-либо существовавших до этого государств. Его территория простиралась «от Верхнего (Средиземного) моря до Нижнего (Персидского залива)» и включала северную часть будущей Финикии, Сирию, приграничные районы Малой Азии, собственно Месопотамию, часть Загросских гор и Элама (в современном Иране). После падения Аккадского царства в эпоху III династии Ура название «Аккад» становится устоявшимся обозначением бывшей области Ки-Ури, поскольку Саргон и его преемники имели лишь собирательные титулы шумерских гегемонов, к которым прибавляли «царь Аккаде» или заменяли на «царь четырёх сторон света». В дальнейшем, после завоевания Вавилоном Нижней Месопотамии, земли Шумера и Аккада получили название Вавилония.
Как обозначение земель на севере Нижней Месопотамии название Аккад начинает использоваться со времени одноимённого царства. В частности, в гимнах Энхедуанны Шумер и Аккад упомянуты как две составные части Южной Месопотамии. В эпоху III династии Ура (с правления Ур-Намму) стал использоваться титул «царь Шумера и Аккада» (аккад. šar Šumeri u Akkadî), впоследствии заимствованный вавилонскими и ассирийскими царями. Само название области Аккад (аккад. Māt Akkade, аккад. Māt Akkadî) образовано от имени столичного города и соответственно переводится как «земля Аккаде» (также «земля аккадцев» — со старовавилонского и староассирийского времени).
Начиная с Царства III династии Ура, где шумерский имел статус государственного языка, распространяется шумерское название области — Ки-Ури (Киури) (шум. Ki-uri). Несмотря на столь позднюю фиксацию, предполагается, что это название имеет раннешумерскую (восходя ко времени «урукской экспансии») этимологию: исходя из архаичности развития wa- > u-. Возможно, что именно это архаичное именование заменилось названием «Аккад» в эпоху одноимённого царства. В целом, ещё до образования державы Саргона северная часть Нижней Месопотамии отличалась культурным своеобразием, основу которого составляла значительная доля семитского населения; на этом основании для обозначения этих земель в досаргоновское время часто используется именование Север — в противопоставление шумероязычному Югу (собственно Шумеру); граница между двумя областями проходила севернее города Ниппур. С другой стороны, в публикациях также встречается распространение термина «Аккад» и на досаргоновское время — на реалии раннединастического периода и предшествующие эпохи. Кроме того, для древнейших времён земли области Аккад иногда рассматривают в рамках особой семитской культуры или цивилизации Киша, выделенной И. Гельбом. Название этой культуры образовано от города-государства Киш, который в раннединастический период был главным политическим центром Севера, а титул его правителя («лугаль Киша», «царь множеств») означал гегемонию над всей этой областью.
Как следствие, в источниках того времени (например в архивах из Мари) прилагательное «аккадский» (аккад. akkadûm) часто применяется по отношению к населению тех мест, в частности — к жителям города-государства Эшнунна. Аналогично, в одной из датировочных формул Самсуилуны войско Эшнунны названо «войском Аккаде», хотя ни самого города ни одноимённого царства к тому времени уже не существовало. Местонахождение города Аккаде остаётся невыясненным, однако устойчивая традиция его связи с долиной Диялы может быть указанием направления дальнейших исследований.

## История изучения

### Историография
Как особая страна, а тем более крупная держава, Аккад был совершенно неизвестен европейцам вплоть до XIX века. О нём молчат античные источники, так как уход этого государства с исторической сцены произошёл задолго до появления классической полисной системы в Греции. Даже в уцелевших фрагментах написанной в эллинистическую эпоху «Истории Вавилонии», авторство которой принадлежит вавилонскому жрецу Бер-ушу (Беросу), совершенно нет упоминания об этой стране, так как земли Шумера и Аккада уже давно имели другое название — Вавилония, или (иногда) Халдея.
И лишь в Библии имелось единственное упоминание об Аккаде, но здесь он считался одним из владений мифического вавилонского царя Нимрода, комментаторы затруднялись с определением его местоположения и считали Аккад городом.
Первая научная экспедиция в Иран и Месопотамию была предпринята ещё в XVIII веке немецко-датским учёным К. Нибуром, однако вплоть до XIX века ассириологии как науки не существовало. Основным препятствием этому было отсутствие навыков прочтения клинописных источников, образцы которых были собраны ещё европейцами в ходе путешествий на Восток. Лишь в 1802 году Г. -Ф. Гротефенд сделал первые шаги в дешифровке клинописи, правда, лишь более простой древнеперсидской, но восходившей по форме знаков к месопотамской. Параллельно ему большой вклад был сделан английским дипломатом Г. Роулинсоном. В середине XIX века идёт активная дешифровка аккадской (вавилоно-ассирийской) клинописи, наибольший вклад был внесён Ж. Оппертом и Э. Хинксом; в это же время проводятся первые раскопки в Месопотамии.
Исследование клинописных источников позволило идентифицировать титул «царь Шумера и Аккада» (аккад.šar Šumeri u Akkadi), которым часто именовали себя месопотамские правители. В то же время, в ходе раскопок в Ассирии были найдены летописи царей Тиглатпаласара I, Салманасара III и Синаххериба, в которых Аккадом называлась страна в Южной Месопотамии, населённая особым народом. Невозможность традиционного прочтении ряда клинописных фрагментов или даже целых текстов навела учёных на мысль, что перед ними особый язык, совершенно не родственный вавилоно-ассирийскому. Этот незнакомый язык решили назвать аккадским. Однако вскоре выяснилось, что аккадским (аккад. lišān ’Akkadî) называли свой язык сами вавилоняне и ассирийцы. Тогда, исходя из того же титула «šar Šumeri u Akkadi», неизвестный язык стали называть шумерским. Аккадским же называется язык как собственно аккадцев, так и их потомков — вавилонян и ассирийцев.
Изучение Аккада не представляло собой какой-то отдельной отрасли, а шло в общем русле развития ассириологии. Поскольку столица этого государства до сих пор не обнаружена, знания об Аккаде пополнялись из других месопотамских городов, непосредственно входивших в состав державы. Археологические исследования XIX, а в особенности XX века, дали объёмный материал по истории и культуре этого древнего государства. В распоряжении учёных оказались многочисленные административные, правовые и хозяйственные документы, царские надписи, религиозные и отчасти — литературные памятники, дипломатические договоры, светская переписка, даже школьные тексты. Были обнаружены разного рода стелы, обелиски, руины дворцов, большое количество цилиндрических печатей, статуи и т. п. Параллельно велось изучение аккадского языка, первый сводный труд по грамматике и лексике которого был создан ещё в 90-х годах XIX века Ф. Деличем. Было установлено, что население древней державы говорило на его особом, так называемом староаккадском диалекте, являвшемся предшественником последующих вавилонских и ассирийских диалектов.

## Аккадцы и шумеры

Древние города Междуречья

Территория Нижней Месопотамии, возможно, была заселена шумерами около середины 4-го тысячелетия до н. э.
Примерно в начале 3-го тысячелетия до н. э. на земли Верхней Месопотамии, предположительно с Аравийского полуострова, переселяются восточные семиты — предки аккадцев. Со временем они заимствуют у шумеров письменность, приспособив её под свой язык, а также мифологию и образ жизни. Первые аккадские имена в Месопотамии появляются в XXVII веке до н. э. Семиты составляли большинство населения в верховьях Тигра и среднем течении Евфрата — городах Мари, Ашшур, Ниневия. В районе Киша и Ниппура население было смешанным, к югу от Ниппура преобладали шумеры.
Сосуществование народов было преимущественно мирным. Источники не упоминают о конфликтах на национальной почве. Шумеры пришельцев никак особо не выделяли, а сами восточные семиты имели такое же самоназвание — «черноголовые» (аккад. ṣalmat qaqqadim).
Со временем аккадский язык получил большее распространение, что было связано с его относительной простотой и возможностью использовать как средство межэтнического общения. После создания державы Саргона он получает статус государственного. Однако пик семитизации шумеров приходится на последующую эпоху — третьей династии Ура. Итогом этих процессов было формирование новых народностей — вавилонян (из потомков шумеров и аккадцев Южной Месопотамии) и ассирийцев (потомки семитского населения северной части региона).

## История

### Досаргоновская Месопотамия
Раннединастический Шумер представлял собой конгломерат непрерывно воюющих между собой городов-государств, или номов. Правители сильнейших из них стремились установить контроль над соседними государствами Севера и Юга Шумера. В случае, если правитель признавался в Ниппуре, он становился гегемоном Юга, получая титул «лугаль (царь) Страны»; если же он занимал Киш, то становился гегемоном Севера с титулом «лугаль Киша» или (позднее) «царь множеств». Непрерывные войны истощали Шумер, что побудило представителей его аристократии, преимущественно южной, пойти на компромисс, выбрав себе единого, но подконтрольного им лугаля.
Таким правителем в конце XXIV века до н. э. стал Лугальзагеси — энси Уммы, принявший титулы «лугаль Урука» и «лугаль Страны». В 2316 году до н. э. он во главе коалиции южных номов наносит поражение Северу, разгромив энси Киша, Ур-Забабу. С этого времени, возможно впервые в своей истории, почти весь Шумер (кроме Лагаша) был объединён под началом единого правителя. Столицей государства Лугальзагеси стал Урук, он также был выбран верховным жрецом в каждом из подконтрольных номов. Однако это государство являлось лишь конфедерацией, а власть Лугальзагеси была непрочной и целиком зависела от поставивших его энси.
Во время борьбы Лугальзагеси с непокорным энси Лагаша Уруинимгиной на Севере возникло Аккадское царство.

### Саргон Аккадский

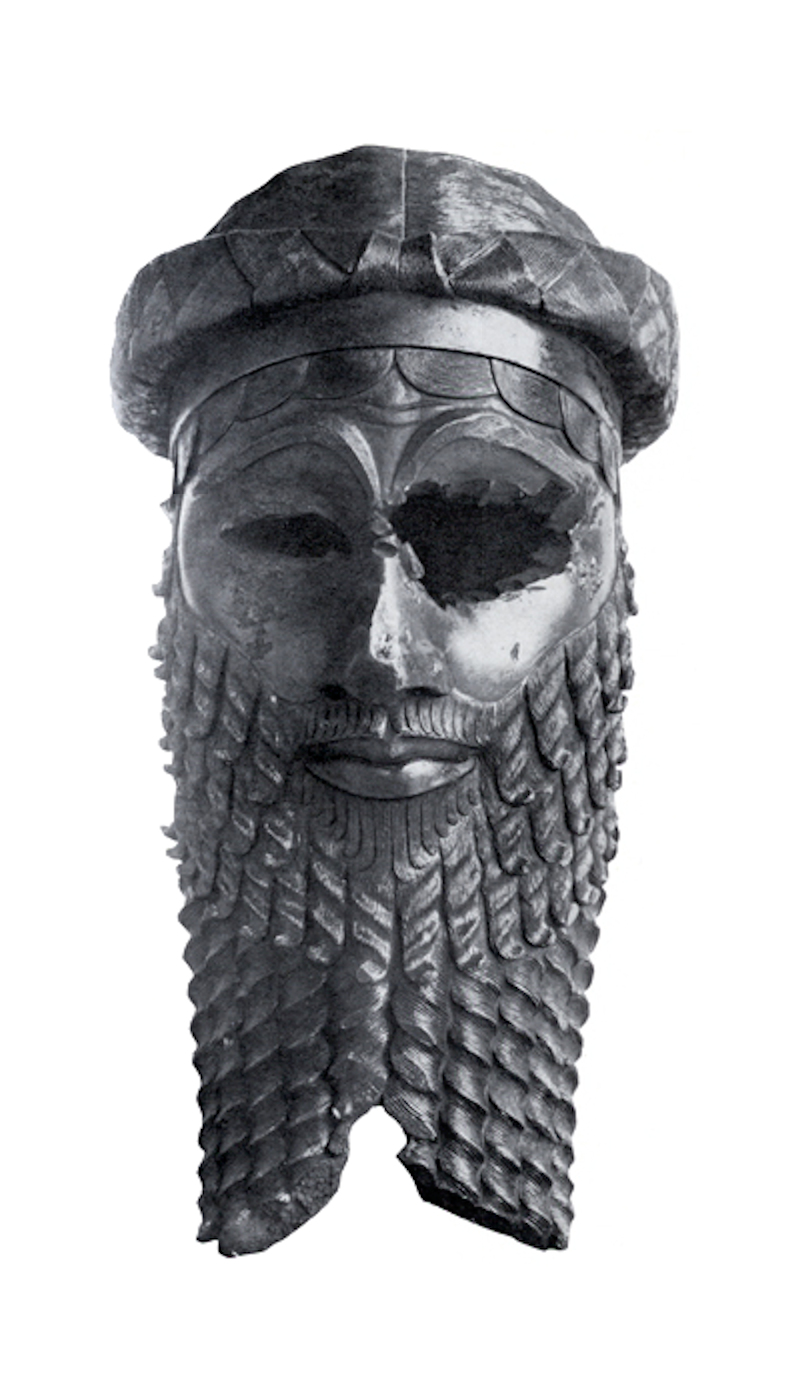
Бронзовая голова статуи царя Аккада, вероятно, Саргона. ок. 2300 года до н. э. Иракский музей, Багдад

Около 2316 года до н. э. в Кише происходит военный переворот. Согласно традиции, после поражения от Лугальзагеси, царя Ур-Забабу сверг его собственный садовник и кравчий, восточный семит, настоящее имя которого истории осталось неизвестным. Стремясь оправдать факт узурпации престола и скрыть своё низкое происхождение, он принял имя Шаррум-кен (аккад. Šarrum-ken «Царь истинен», то есть Истинный царь; в современной историографии он известен как Саргон Аккадский или Саргон Древний).
Получив титул северных гегемонов — «лугаль Киша», он проводит мероприятия по укреплению своей власти. Опираясь на массовую поддержку рядового населения, сформировавшего многочисленное ополчение, Саргон ведёт успешные войны против соседних номов. В течение первых трёх лет он завоёвывает земли по Верхнему Евфрату и совершает поход в Сирию. Власть Саргона признает энси Эблы, что позволило ему выйти к «Верхнему морю» (Средиземному).
На четвёртый год своего правления Саргон отстраивает новую столицу — до этого незначительный город Аккаде́ (аккад. Akkadê), куда и переезжает. Вероятно, это было сделано для того, чтобы не связывать царскую власть с традиционными шумерскими элитами и жречеством. К своему титулу «лугаль Киша» Саргон добавляет «царь Аккаде». Наступила эпоха нового государства. По имени столицы оно назвалось Аккад, а значительная часть его населения, восточные семиты, стали называться аккадцами. Титулатура правителей новой державы включала лишь собрание традиционных титулов шумерских гегемонов, к которым прибавлялся новый — «царь (города) Аккаде». Понятие же Аккада как особой области получит распространение лишь в последующую эпоху III династии Ура.
Укрепив своё положение на Севере, Саргон приступил к войне с Лугальзагеси. Согласно надписям, царю противостояла мощная коалиция из 50 энси. Около 2312 года до н. э. коалиция была разбита, а многие её предводители (в том числе Лугальзагеси) попали в плен. Тогда же или ранее Саргон был признан в священном городе Ниппуре, получив титул «лугаль Страны». Лугальзагеси был доставлен в медной клетке в Ниппур, где предстал перед судом Энлиля, что имело важное идеологическое значение для легитимности власти Саргона. Согласно верованиям шумеров, титул «лугаль Страны» давался верховным богом Энлилем в его священном городе — Ниппуре, и забрать его мог только он. Лугальзагеси был унижен и, скорее всего, казнён.
Уже в следующем году Саргону противостоял новый союз, возглавляемый неким «человеком Ура». Согласно традиции, аккадскому царю пришлось сразиться в 34 битвах, после чего его воины наконец омыли оружие в водах «Нижнего моря» (Персидского залива). Шумер был покорён, но родовая аристократия, недовольная лишением свобод, ждала удобного момента для поднятия нового мятежа.
Замирив страну, царь приступил к её восстановлению. В одной из надписей говорится об отстраивании Киша; ведётся деятельность в Ниппуре; организуется заморская торговля.
В 2305 году до н. э. Саргон предпринимает большой поход в Сирию, к «кедровому лесу» и «серебряным горам». Кроме того, были предприняты военные экспедиции в Элам (взяты города Аван и Сузы) и Симуррум на верхнем Тигре. При этом сам Элам не был включён в состав аккадского царства, но поставлен в прямую политическую зависимость от Аккада. Главной целью походов был захват строительного леса, редкого в Месопотамии.
Итогом многочисленных завоеваний Саргона было создание крупнейшей из когда-либо до этого существовавших держав. Власть царя опиралась на значительный земельный фонд, формирующуюся служилую знать и систему заложничества. Бывшими номами управляли ставленники царя или лояльные ему представители местных династий. Саргон пытался получить идеологическую поддержку жречества, покровительствуя культам Абы — бога Аккаде, Забабы — бога Киша и Энлиля в Ниппуре. В стране сооружались статуи божеств, а храмы щедро одаривались и перестраивались, однако нарастание деспотических тенденций охлаждало отношение жречества к царю.
В конце правления царь столкнулся с новым мятежом в своей стране, но сумел его подавить. Положение аккадской династии было непрочным.

### Сыновья Саргона

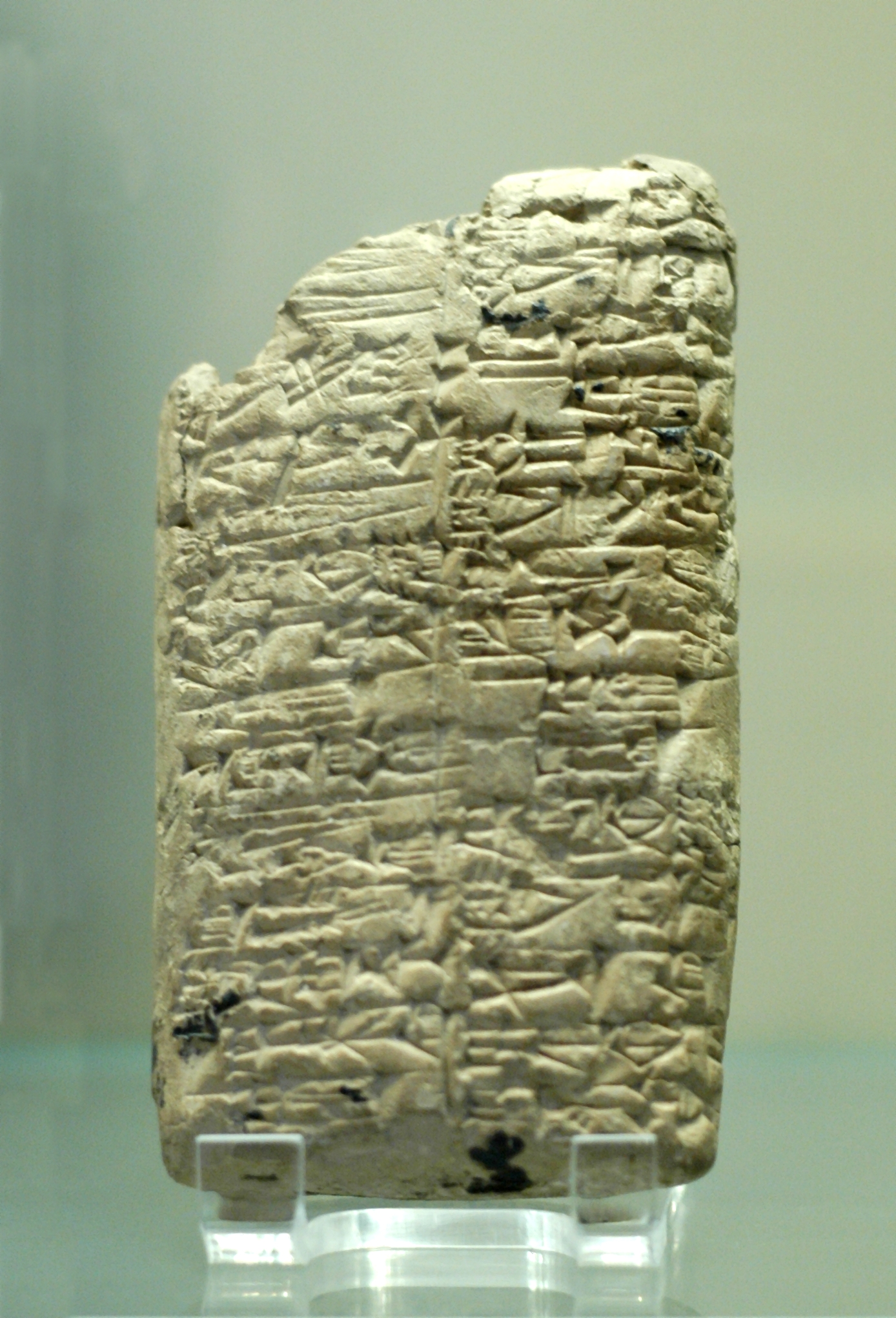
Табличка Римуша, Лувр

После смерти Саргона царство перешло его сыну Римушу, который сразу же столкнулся с масштабным восстанием. Как написано на одной из глиняных табличек царя, «все страны, которые оставил мне мой отец Саргон, восстали против меня и ни одна не осталась мне верной». В ходе ряда военных походов Римуш восстановил контроль над страной, что было осуществлено методами чудовищного террора. Согласно надписи на глиняной табличке, жертвами расправ стали около 54 тысяч человек. Примерно в это же время по неясным причинам Римуш отказывается от титула «лугаль Страны». После подавления мятежей Римуш совершил поход в Элам против государства царя Хишепратепа, разрушив несколько городов. Затем он предпринял карательные действия в отношении вновь восставших городов юго-востока Шумера: Дера, Уммы, Лагаша и Адаба. Согласно надписям, были убиты энси взятых городов и более 12 тысяч человек населения, уведено в плен около 20 тысяч. Замирив Шумер, Римуш совершил очередной поход в Элам, победив в кровопролитном бою царя Варахсе Апалкамаша. Возможно, были совершены походы также и на север, вплоть до Средиземного моря.
Целью жестоких расправ над населением и знатью было пресечение бунтов, что говорит о непопулярности аккадской династии. Несмотря на развязанный террор, положение Римуша было непрочным, и вскоре он погиб в результате заговора знати. По сообщениям Omina, «великие» забросали его каменными печатями (находиться с оружием возле царя было, видимо, запрещено).
Борьба с сепаратизмом была продолжена братом и преемником Римуша на троне — Маништушу. Для упрочения своего положения он наращивал царский земельный фонд, скупая земли общинников. Подобно своим предшественникам, Маништушу совершил два похода в Элам, в область Аншана. Одна из экспедиций была совершена на кораблях через Персидский залив. Однако правление этого царя тоже оказалось недолгим, и вскоре он, как и брат, погиб насильственной смертью.

### Нарам-Суэн

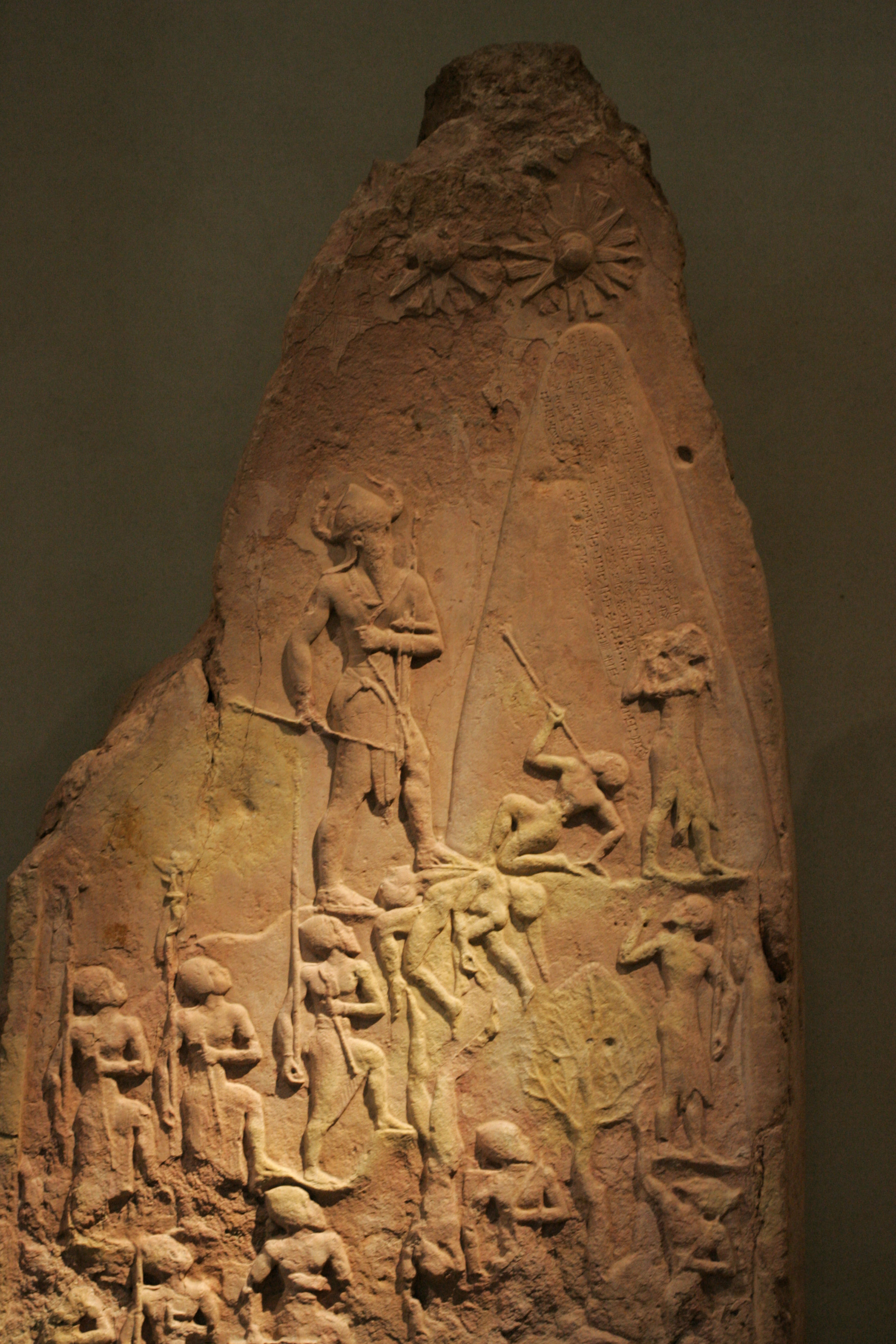
Стела, описывающая победу Нарам-Суэна над луллубеями

В 2236 году до н. э. во главе державы встал сын и преемник Маништушу — Нарам-Суэн (Нарам-Син). В его правление Аккад достиг пика своего могущества, и, подобно Саргону, этот царь стал героем поздних легенд.
Начало правления Нарам-Суэна ознаменовалось очередным восстанием. На этот раз мятеж возглавил некто Ипхур-Киш, пришедший к власти в Кише в результате массовых волнений. К тому времени уже была ликвидирована автономия этого нома, что, видимо, создавало дополнительные поводы для недовольства. К мятежу примкнули и другие города; в источниках упомянуты Ниппур, Умма, Урук и Мари. Как и все предшествующие, это восстание было также жестоко подавлено.
Для стабилизации обстановки царь предпринял ряд реформ в системе управления государством. В отличие от практики заложничества, он стремился заменить представителей местной знати на должностях энси своими родственниками или ставленниками. Его сыновья являлись правителями отдельных номов (по крайней мере, в Туттуле и Мараде), дочери и внучки — жрицами высшего ранга в Уре и Мари; в Лагаше сидел его чиновник, человек незнатного рода по имени Лугальушумгаль. Кроме того, Нарам-Суэн и его сыновья вели масштабное храмовое строительство; жрецы (например, в Лагаше) имели ряд привилегий в отношении землепользования. Всё это должно было укрепить союз царя со жречеством.
Такие действия, видимо, принесли свои плоды, что позволило Нарам-Суэну приступить к широкомасштабной завоевательной деятельности. Одной из первых целей стал Маган. В надписях говорится о победах «в девяти походах за один год», пленении трёх царей и поражении правителя Магана по имени Маниум. Была предпринята большая военная экспедиция в Сирию, в ходе которой Нарам-Суэн уничтожил государство Эбла, разрушил Арманум, нанёс поражение диданам. В итоге Северная Сирия вошла в состав Аккадской державы. Другим направлением внешнеполитической деятельности Нарам-Суэна являлась Северная Месопотамия. О походе против горных племён луллубеев повествует знаменитая каменная стела Нарам-Суэна. Имеются скупые сведения о войне против города-государства по имени Тальхатум; к этому же времени относится и сооружение заставы в Тель-Браке.
Элам, находившийся в прямой политической зависимости от Аккада, попытался отложиться, что привело к походу Нарам-Суэна в эту страну. Итогом его стали пленение царя Варахсе и заключение договора с правителем Авана. И хотя официального присоединения Авана не произошло, Элам фактически остался под влиянием державы, а в Сузах находился аккадский посланник.
Для укрепления своей власти Нарам-Суэн предпринимает ряд серьёзных идеологических шагов. Он отбрасывает традиционные титулы шумерских гегемонов, принимая единый, но всеобъемлющий — «царь четырёх сторон света». Более того, впервые в истории Месопотамии вводится прижизненный культ царя. Отныне он именуется «бог Аккада», к его имени присоединяется детерминатив божества (d, dingir), и даже верховный жрец Энлиля в Ниппуре называет себя его рабом. Своему внуку Нарам-Суэн дал имя Шаркалишарри (аккад. «царь всех царей»), а второму сыну — Бинкалишарри (аккад. «потомок всех царей»).
Обожествление царя вызвало озлобление жречества традиционных богов, что дало повод к написанию в последующее время целого ряда тенденциозных историко-дидактических поэм, приписывавших царю всяческие злодеяния. Одна из них, составленная жрецами Ниппура, обвиняет Нарам-Суэна в осквернении Экура — главного святилища Энлиля и сообщает, что за это он и столица якобы были прокляты богами.
Конфликт со жречеством происходил на фоне других потрясений. По неясным причинам была повреждена ирригационная система; в стране разразился голод.
К концу царствования Нарам-Суэна осложнилось положение и на внешних границах державы. Аккад был вынужден перейти к оборонительным войнам. Государству теперь одновременно приходилось противостоять натиску степных кочевников запада, вторжениям варваров Загроса и набегам эламитов с востока. Но особую опасность представляли племена кутиев, в одном из походов против которых, видимо, и погиб сам царь.

### Ослабление державы и вторжение кутиев

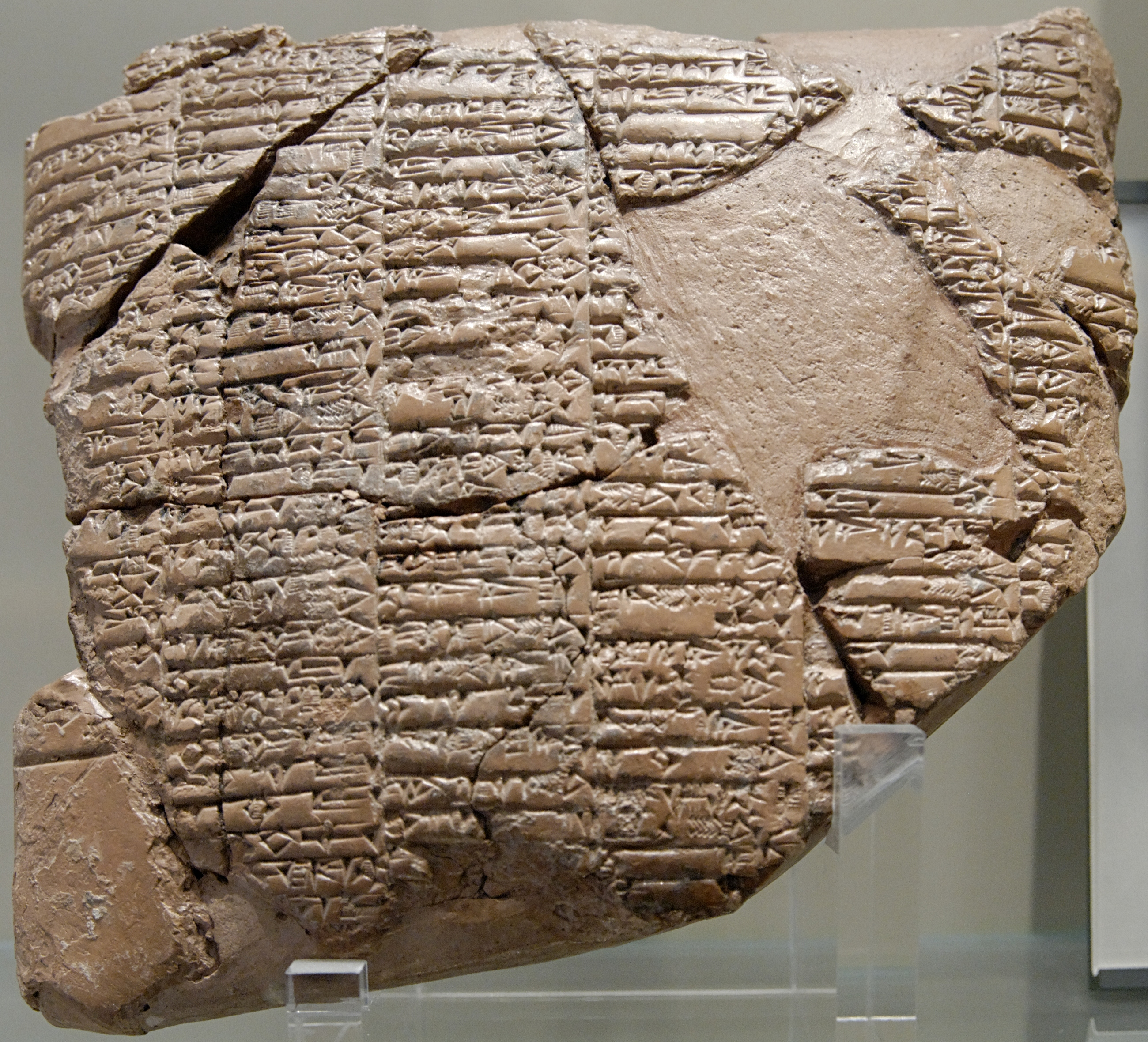
Договор Нарам-Суэна с Эламом

Уже Нарам-Суэну пришлось столкнуться с первыми признаками наступающего кризиса державы. Упадок торговли, традиционный сепаратизм, конфликты со жречеством — всё это теперь наложилось на новые серьёзные экономические и внешнеполитические проблемы. Наибольшую угрозу представляли горные племена кутиев, проникновение которых в Месопотамию приводило к нарушению ирригационной сети. Все эти проблемы предстояло решать внуку и преемнику Нарам-Суэна Шаркалишарри (2200—2176 годы до н. э.).
Сразу после смерти Нарам-Суэна, кутии под предводительством Энридавизира вторглись в Аккад. Энридавизир достиг Сиппара, где приказал высечь в честь себя надпись, именовавшую его «царём четырёх сторон света». В это же время страну сотрясло очередное массовое восстание городов. Помимо прочего, с запада шёл натиск амореев, с востока совершали набеги эламиты. На севере происходила активизация хурритского населения.
По неясным причинам Шаркалишарри отказывается от пышного титула «царь четырёх сторон света», ограничившись титулом «царь Аккаде», хотя иногда присоединяя к своему имени детерминатив бога. Возможно, он наносит несколько поражений кутиям; во всяком случае, одного из их вождей — Сарлагаба — он взял в плен. Постепенно Шаркалишарри вытесняет эти племена и восстанавливает власть Аккаде, но лишь в пределах Нижней Месопотамии. Он также отразил набег эламитов на Акшак и совершил поход против амореев. Источники этого времени довольно скупы. Известно, что царь вёл какое-то строительство в Сиппаре, Ниппуре и Вавилоне (это первое упоминание о Вавилоне в письменных источниках), получал дань из Лагаша и Уммы.
Вместе с тем, положение в стране оставалось критическим. Держава была близка к распаду. Элам полностью обрёл независимость. На севере возникло крупное хурритское государство с центром в Уркеше; неподалёку — «царство луллубеев». Примерно в это же время какие-то северные племена (хурриты или кутии?) разорили Ашшур и ряд других городов на среднем течении Тигра.
Воспользовавшись неразберихой, кутии прочно закрепились в Месопотамии и начали активно вмешиваться во внутриполитическую борьбу в государстве.

### Падение Аккада
После смерти Шаркалишарри в 2176 году до н. э. Аккад в течение трёх лет (2176—2173 годы до н. э.) находился в состоянии хаоса. Одной из причин стала и борьба за власть, когда появилось сразу несколько претендентов на престол. Являясь лишь тенью былых аккадских правителей, они вошли в «Царский список» под уменьшительно-уничижительными именами — Игиги, Нанум, Ими и Элулу. Более того, составители списков не знали точно, кто из них действительно являлся царём, а кто лишь претендентом («Кто был царём, а кто не был царём?»).
На фоне этого происходила дальнейшая деградация государства. Кутии активно участвовали во внутриполитической борьбе: их правитель Элулу-Меш выступал в качестве претендента на аккадский престол (был занесён в «Царский список» под именем Элулу).
Последнюю попытку восстановления государства предпринял воцарившийся после усобицы Дуду из династии Саргона. Ему даже удалось на время воссоздать Аккадское царство, но в гораздо меньших границах. Имя Дуду также носит уменьшительный характер; не исключено, что он уже фактически зависел от кутиев.
Последним аккадским царём стал сын Дуду — Шу-турул. В его правление Аккадское государство окончательно пришло в упадок. Отделились шумерские номы со своими династиями, в том числе IV династия Урука и II династия Лагаша. После смерти Шу-турула ок. 2137 года до н. э. кутии уничтожили Аккадское царство, захватив и разрушив его столицу. В Месопотамии окончательно установилась власть иноземцев.
Исследование древних кораллов Porites возрастом 4100 лет из Оманского залива позволило провести палеоклиматические реконструкции температурных и гидрологических изменений в районах вокруг археологических раскопок в древнем городе Шубат-Эллиль и выяснить, что зимой во время распада Аккадской империи в этом районе происходили значительные засухи с пыльными бурями. Такие изменения климата приводили к социальной нестабильности и голоду. Похоже, что поселения были внезапно покинуты ок. 4200 лет назад и не заселялись примерно 300 лет.

## Государство

### Царская власть

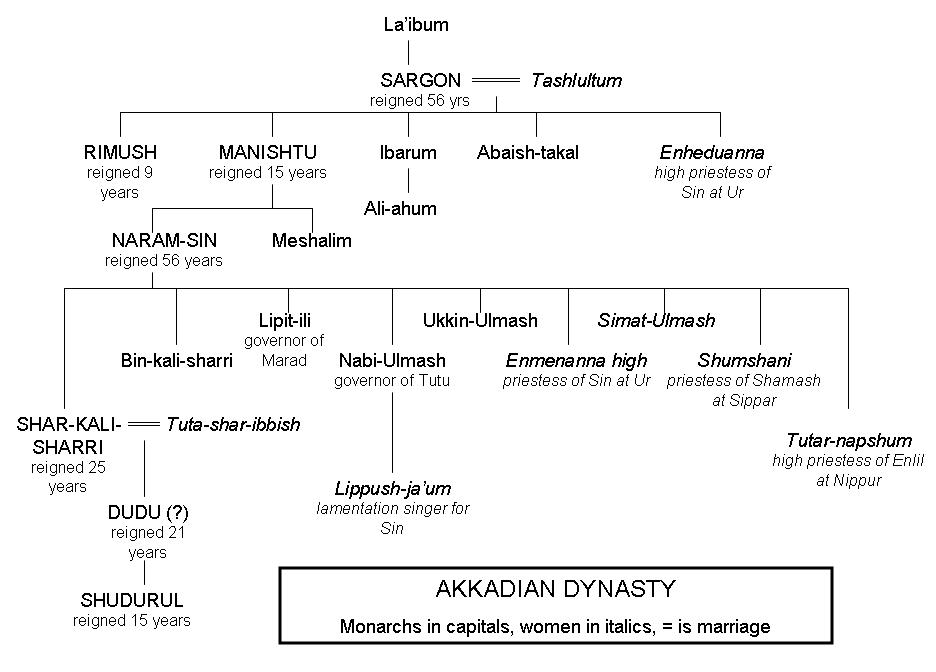
Генеалогическое древо аккадской династии Саргонидов

По мнению большинства исследователей, Аккад являлся деспотическим государством, где царю принадлежала фактически абсолютная, неограниченная власть. С другой стороны, имелся ряд факторов, переступить которые аккадский правитель не мог. Одним из важнейших было то, что царь никогда не являлся верховным собственником на землю и, следовательно, не мог распоряжаться ею по своему усмотрению.
Аккад стал первым опытом создания в Месопотамии государства нового типа — централизованного, с сильной царской властью, что было фактически неизвестно шумерским городам Раннединастического периода. Именно в то время были заложены основы политической системы последующих месопотамских держав — Шумеро-Аккадского царства, Вавилонии и Ассирии. Эти первые шаги делались с большим трудом, преодолевая сопротивление традиционных институтов и значительной части элиты, что часто приводило к масштабным восстаниям, сепаратизму и дворцовым заговорам.
В период становления нового государства действия Саргона, видимо, пользовались народной поддержкой, но впоследствии она стала ослабевать. Главную опору царской власти составляла формирующаяся служилая аристократия, а также значительный по своим размерам (около 40—50 % от общего количества) фонд земли, принадлежавшей царю.
Первоначально цари использовали собирательную титулатуру шумерских гегемонов — «лугаль (царь) Страны» и «лугаль Киша» (аккад. «царь множеств»), к которым ещё Саргон присоединил новый — «царь Аккаде». Набор титулов не был постоянным; известно, что, в своё время, Римуш отказался от «лугаля Страны», а Нарам-Суэн и вовсе отбросил все традиционные титулы, приняв новый, но всеобъемлющий — «царь четырёх сторон света».
Стремясь заручиться поддержкой жречества, Саргониды покровительствовали различным культам, особенно Абы (бога Аккаде), Забабы (бога Киша) и верховного бога Энлиля (главное святилище находилось в Ниппуре). Велось масштабное строительство, храмы щедро одаривались, однако деспотические стремления аккадских царей сильно охлаждали отношения со жречеством.
Уже ранние правители династии Аккаде иногда неофициально пользовались почестями, подобно героям древности. Но решающие шаги в этом направлении были сделаны Нарам-Суэном. Он вводит новый титул «бог Аккаде», а перед его именем ставится детерминатив божества. Но в Месопотамии, в отличие от Египта, божественность не была свойством самой царской власти: одни правители могли обожествляться, другие — нет. Царь также являлся главой религиозного культа, он мог назначать верховных жрецов подконтрольных городов. Кроме того, в его полную титулатуру входили жреческие звания, связанные с культами важнейших божеств — Абы, Анума, Эллиля, Эа, Астар (Иштар) и Анунит.

### Система управления
Страна делилась на территориальные общины или номы — преемники шумерских городов-государств. Во главе их стояли назначаемые ещё со времён Саргона «сыны (то есть граждане) Аккаде» с титулами энси или шагана (наместника). Как правило, это были люди незнатного происхождения, как лагашский энси Лугальушумгаль, обязанные своим положением царю и потому относительно надёжные. Однако на местах продолжали править и представители старых номовых династий, лояльные царю. Некоторой автономией изначально пользовался Киш, где у власти ещё находилась его IV династия, но уже в правление Римуша или Маништушу эта автономия была ликвидирована. Для контроля над территориями, официально не включёнными в состав державы, но находящимися от неё в прямой политической зависимости (таких как Элам), возле их правителей находился специальный посланник — суккаль.
Чтобы удерживать родовую аристократию в повиновении, Саргон практиковал нахождение в столице заложников из её среды. Нарам-Суэн попытался заменить такой порядок назначением на места своих сыновей и родственников. Кроме того, он ставил своих дочерей жрицами высшего ранга в храмах важнейших номовых божеств.
Обстановка в стране была нестабильной, жречество и аристократия были сильно недовольны царской политикой, а центробежные тенденции имели устойчивый характер. На протяжении всей истории царства аккадским царям постоянно приходилось сталкиваться с многочисленными восстаниями.

### Войско

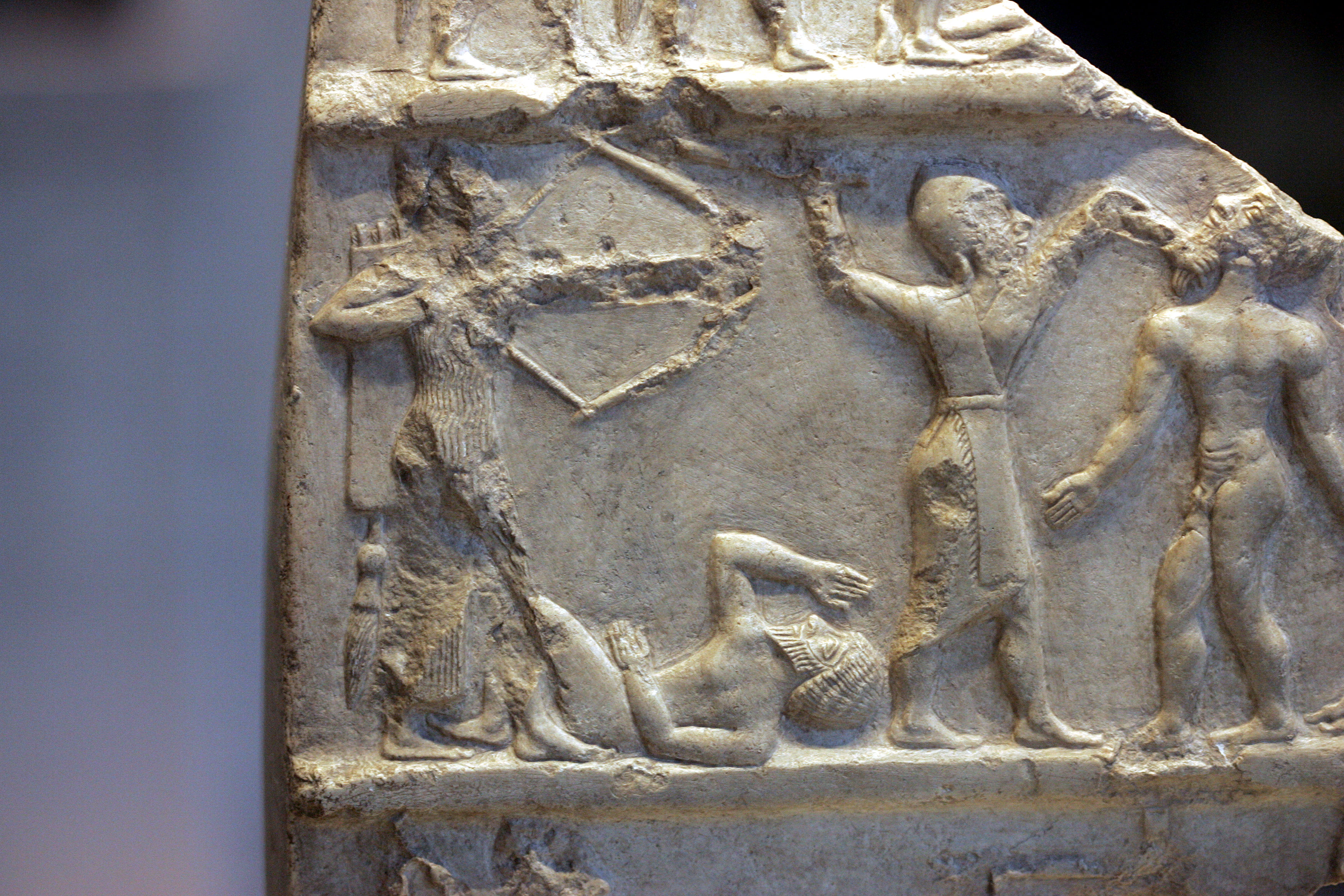
Сцена битвы на стеле Римуша

Саргон провёл реформу армии, создав войско принципиально нового для Месопотамии типа. Традиционной тяжёлой шумерской фаланге он противопоставил многочисленную лёгкую пехоту и рассыпной строй. Широко стали применяться лучники, что раньше было редким явлением, возможно вследствие дефицита в Шумере качественной древесины.
Армия комплектовалась на основе ополчения, что обеспечивало её многочисленность и эффективность в борьбе против шумерских фаланг. В годы создания государства ополчение было, видимо, добровольным, но затем стал производиться принудительный набор, однако имелись и профессиональные воины. В одной из надписей от имени Саргона говорится, что «5400 человек ежедневно едят пред ним хлеб».
Аккадское войско делилось на отряды лучников, отряды копейщиков и отряды секироносцев. Каждый из них имел только один вид наступательного оружия. Из защиты использовался лишь остроконечный медный шлем. Одежда аккадских воинов также была проста. Чаще всего она состояла из лёгкого препоясания, иногда из достаточно длинной полосы ткани, чтобы перебросить один её конец через плечо.
Вооружение царя отличалось лишь перевязью да сандалиями или бахромчатой одеждой вместо гладкой.
Опираясь на новое войско, аккадские цари смогли не только объединить разрозненные государства Месопотамии, но и присоединить к своим владениям часть соседних территорий, создав крупнейшее из когда-либо существовавших до этого государств.

### Налоги
По мнению многих исследователей, в Аккаде не существовало полноценной системы налогообложения на государственном уровне. Возможно, имели место лишь разного рода поборы для нужд храмов и т. д., что было известно и в предшествовавшую эпоху. Если верить одной из более поздних историко-дидактических поэм, то ещё со времён Саргона все энси и шаганы должны были ежемесячно, а также в Новый год поставлять жертвенные дары, что можно рассматривать как своеобразную форму налога.
Кроме того, ещё в раннединастческий период существовали различные общественные работы, главным образом по строительству и поддержанию ирригационной сети. Очевидно, что такие повинности сохранились и во время Аккадского царства.

### Столица
Сильное разрушение, которому подверглась столица государства — Аккаде (шумер. Агаде), видимо, и стало причиной того, что руины этого города до сих пор не найдены.
Всё, что известно об аккадской столице, почерпнуто из письменных источников, где имелись упоминания об этом городе. Скорее всего, он находился на севере Нижней Месопотамии, предположительно — в номе Сиппар. Кроме того, он являлся портом (древние тексты упоминают корабли, причаливающие в Аккаде и, следовательно, располагался на берегу реки или специально вырытого канала. Известно также, что Аккаде был центром почитания бога Абы.

## Экономика

### Сельское хозяйство и земельные отношения
Основу экономики государства, как и прежде, составляло сельское хозяйство. Наибольший доход приносило ирригационное земледелие, практиковавшееся в Нижней Месопотамии, в то время как на севере оно было, преимущественно, неполивным (богарным). Ирригация предполагала целый комплекс мер по распределению водных ресурсов и обеспечению их резервов. Кроме того, необходимо было противостоять бурным разливам рек и вовремя позаботиться о предупреждении наводнений. Ирригационная система была сформирована ещё шумерами и в общих чертах представляла следующее.
Реки Евфрат и Тигр имели многочисленные природные ответвления, рукава и протоки; крупнейшими из которых были Ирнина и Итурунгаль у Евфрата, а также И-Нина-гена — канал, считавшийся нижним течением Тигра. От естественных водных артерий отходили рукотворные каналы. Крупнейшие из них — магистральные — имели значительную протяжённость и были снабжены постоянными узлами плотин. Часто на них располагались крупнейшие города — центры номов, а сами они имели особые названия — Арахту, Апкаллату, Ме-Энлила и др. В свою очередь, от магистральных каналов отводились более мелкие. Для накопления вод весеннего паводка использовались специальные бассейны.
Большую часть занимали посевы ячменя. Пшеница, вследствие её чувствительности к засолению, использовалась всё реже. Важнейшей масличной культурой в Месопотамии всегда был сезам (кунжут). Главной садовой культурой Шумера и Аккада являлась финиковая пальма (а точнее — финик пальчатый). На севере Месопотамии имелись подходящие природные условия для выращивания плодовых деревьев. Кроме того, было распространено культивирование огородных культур — лука, салата и т. д.
Важное, хотя и вспомогательное, значение имело скотоводство. Выращивали как крупный, так и мелкий рогатый скот, последний был представлен преимущественно козами и овцами. В качестве тягловой силы иногда использовали онагров. Достаточно значимым было рыболовство.
По сравнению с Раннединастическим периодом, сведений о земельных отношениях в аккадский период меньше. Важным отличием от предшествующего хозяйственного уклада был более светский характер землевладения. Предполагается, что снижение роли храмового землевладения, характерного для Раннединастического периода, было связано именно с созданием Аккадского государства. Земля, очевидно, делилась на общинную и государственную (царско-храмовую). Первой владели так называемые «дома» ('шумер. э, аккад. би́тум) — патриархальные большесемейные общины; вторая формально считалась принадлежавшей местному богу (богам), но фактически ею на правах посредников распоряжалась царско-храмовая администрация.
Царь не являлся верховным собственником земель государства, и для расширения своего фонда ему приходилось покупать их у тех же «домов». Такая скупка, очевидно, могла проводиться и под давлением по заниженной цене, но в любом случае эти меры позволили аккадским правителям создать внушительный фонд. Сохранились свидетельства о расценках за выкуп земли. Компенсация начислялась из расчёта 31/3 гур зерна с одного ику земли при установленной цене 1 гур зерна в 1 сикль серебра.
Царско-храмовая земля разбивалась на участки, которые на определённых условиях отдавались под обработку различным лицам, прежде всего из государственного сектора.

### Ремесло и торговля. Внешние связи
От предшествующих периодов Аккад унаследовал технологии разнообразных ремёсел. Здесь были развиты гончарное производство, металлургия, резьба по камню, ткачество, судостроение и многое другое.
Однако для изготовления многих ценных вещей были необходимы материалы, которые в Месопотамии не встречались или были крайне редки. Поэтому важнейшую роль играла международная торговля.
Торговля в эпоху Ранней Древности, как правило, носила характер бартера, хотя постепенно появлялись и денежные эквиваленты; в Месопотамии это был лом драгоценных металлов, чаще всего серебра. Главным богатством страны был хлеб, который она успешно поставляла в соседние земли. Взамен она получала нужные ей материалы, анализ которых позволяет установить их происхождение. Так, Элам и Восточное Средиземноморье интересовали Аккад как источник качественного строительного леса. Маган был одним из поставщиков меди. Развивалась и посредническая торговля. Ещё в Раннединастическую эпоху было известно о месторождениях лазурита в Центральной Азии (Бадахшан), путь к которым шёл через Элам. Саргониды поддерживали тесные связи с «чёрной страной» — Мелуххой, откуда, при посредничестве Дильмуна, доставлялся сердолик и золото. Связи с цивилизацией долины Инда поддерживались по морю, хотя не исключается и возможность существования сухопутных торговых путей. Во время раскопок в культурном слое аккадской эпохи было найдено большое число цилиндров с надписями письменностью долины Инда.
Тем не менее, в аккадскую эпоху наблюдался дефицит лазурита и олова. Дефицит последнего сказался на ухудшении качества бронзы.
Международная торговля, как правило, была государственной. Ещё в Раннединастический период снаряжались специальные агенты — тамкары. Однако производственной мощи цивилизации не хватало для того, чтобы удовлетворить свои потребности в ресурсах. В этом случае она прибегала к грабежам соседних территорий или включению их в свой состав. Расширение границ державы Саргоном, а также введение единого для всей страны календаря, системы мер и весов привело к расцвету торговли. Царствию Саргона поздняя традиция приписывала создание системы дорог и «псевдоитинерария» — списка областей и городов с указанием расстояний между ними.

## Общество
Сведения о структуре аккадского общества достаточно скупы и позволяют учёным делать лишь самые общие выводы.
Основной общественной единицей Месопотамии аккадского периода являлся «дом», который по-шумерски назывался э (è), а по-аккадски би́тум (bītum). Дом представлял собой группу родственных больших семей или род, возводящий себя к общему реальному или мифическому предку. Во главе дома стоял отец семейства — патриарх, обладающий определёнными властными полномочиями в отношении младших родственников. Главы семейств участвовали в деятельности местных советов, а представители наиболее уважаемых домов составляли родовую аристократию. Помимо местной родовой, существовала и служилая аристократия. Часто это были люди незнатного происхождения, обязанные своим выдвижением царю. Они и являлись опорой аккадской династии. Важнейшую роль в Древней Месопотамии всегда играло жречество. Первоначально связанное с номовой знатью, оно теперь попадает под контроль государства. Тесно связанным с жречеством (а порой являясь его частью) была храмовая администрация — разного рода учётчики, писцы, архивариусы и прочие. В их обязанности входили текущее управление царско-храмовым хозяйством, организация работ, распределение ресурсов, выдача пайков и др.
Основное население державы составляли рядовые общинники, находившиеся в подчинении у глав домов, а также трудовой персонал царско-храмовых хозяйств, обозначаемый широким шумерским термином гу́руш. В аккадскую эпоху их положение ухудшается: если раньше им выдавался определённый надел за установленную долю зерна, то теперь они работали больше за пайки, что позволяло продлевать их рабочий день по усмотрению начальства.
Вследствие постоянных войн в аккадскую эпоху увеличивается количество рабов (шумер. эред, нгеме, аккад. ва́рдум), но и тогда их число было незначительным. Аккад, как и многие другие державы Древнего Востока, нельзя назвать рабовладельческим государством в полном смысле этого понятия. Основными производителями были не рабы, а рядовые общинники или работники царско-храмовых хозяйств. Более-менее распространённым был труд рабынь нгеме. Рабы-мужчины (эред) использовались гораздо реже в силу их строптивости и недостаточной силы ранних обществ держать их в повиновении. Как показывают исследования, рабство в Аккаде было патриархальным: слуги помогали семье по хозяйственной части, но при этом не являлись единственным источником её благополучия, как это было, например, в Древнем Риме. Большинство рабов было месопотамского происхождения (о чём свидетельствуют их имена) и представляло коренных жителей страны, попавших в трудную ситуацию. Отличительным признаком рабов была особая стрижка.

## Культура
В культуре и искусстве аккадского периода главным мотивом была идея героя. Это либо обожествлённый царь незнатного происхождения, который сумел добиться власти, собрать и повести за собой огромную армию, объединить земли Междуречья и отправиться походом в далёкие земли (Саргон Древний и Нарам-Суэн). Либо это был человек из низов общества, благодаря своей силе и способностям отличившийся в военных походах и возвышенный царём. Таким образом, в искусстве аккадцы придавали большее значение личности человека, чем шумеры в предшествующий период.

### Архитектура
Архитектура аккадского периода развивалась в общем русле месопотамской архитектуры, сохраняя её традиционные приёмы, такие как горизонтальное членение стен путём чередования выступов (пилястр) и ниш, сооружение храмов на искусственных возвышениях и т. д.
Цари Аккада вели активную строительную деятельность. Они перестраивали храмы и святилища, возводили дворцы и крепости. Однако до наших дней сохранилось крайне мало следов аккадских построек. Это вызвано, во-первых, анархией после падения Аккада, во время которой многие постройки были разрушены, а во-вторых, политикой царей 3-й династии Ура, которые, восстанавливая после разрушений древние храмы и зиккураты, намеренно уничтожали свидетельства работ времён Аккада. В 1899—1900 годах Г. Ф. Гилпрехт обнаружил в Ниппуре фундамент зиккурата, заложенного Саргоном Аккадским, находящийся под зиккуратом эпохи 3-й династии Ура.

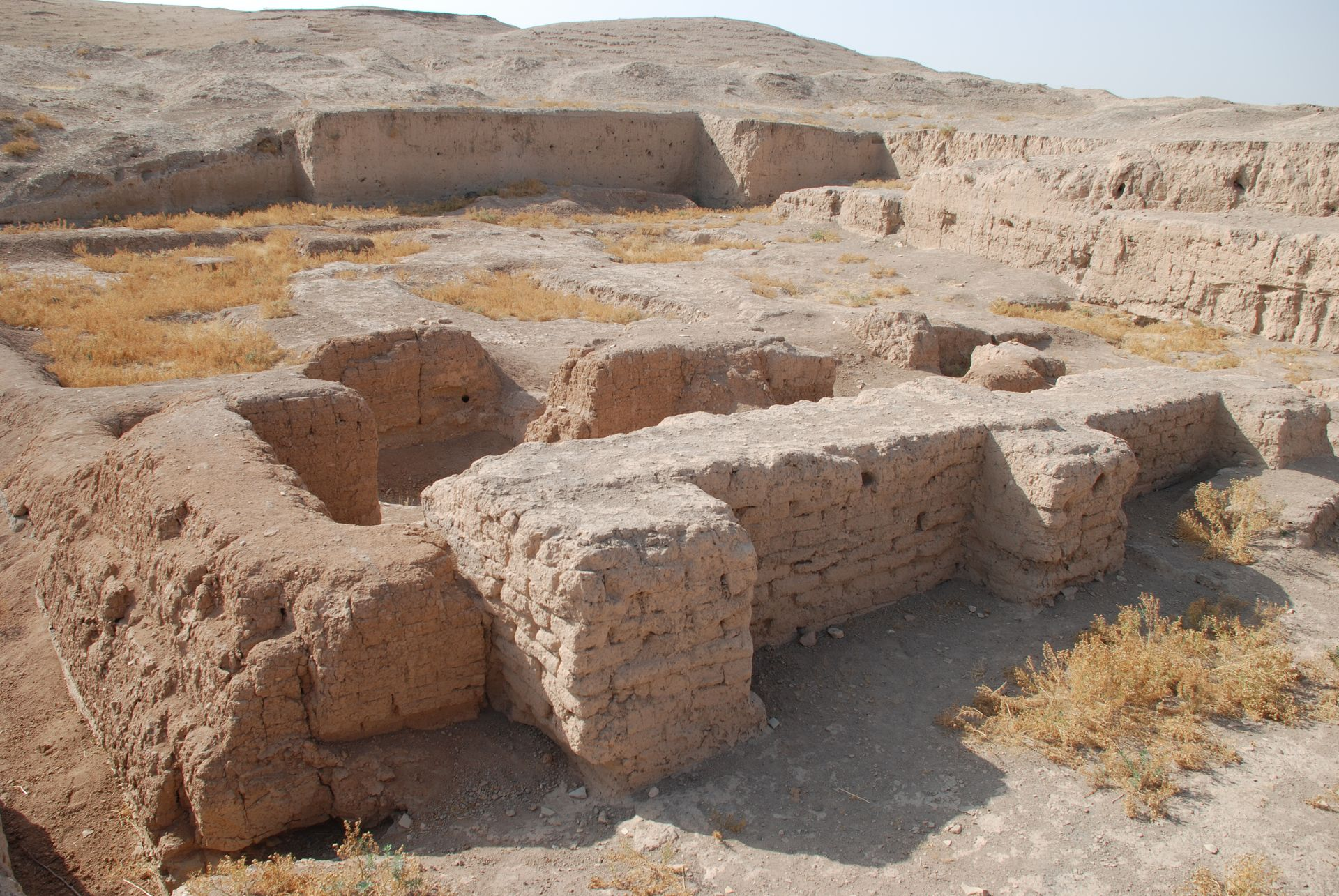
Раскопанный Маллоуэном дворец Нарам-Суэна, нижняя южная часть

Наиболее хорошо сохранившийся образец аккадской архитектуры обнаружен в Тель-Браке Максом Маллоуэном. Здание, от которого сохранился лишь фундамент, было названо дворцом. Однако, скорее всего, это был форпост для охраны торговли Аккада с жителями Малой Азии. «Дворец», датированный царствованием Нарам-Сина, был квадратный в плане, со сторонами длиной около 100 м. Внешние стены очень толстые. Внутри были расположены многочисленные кладовые и внутренние дворики. Форпост был разграблен и разрушен пожаром с падением Аккада.
В древнем городе Эшнунна обнаружены фундаменты многочисленных частных домов и оградительной стены аккадского периода, а также большое жилое здание, называемое Северным Дворцом. Здание состояло из трёх больших частей. Южная часть представляла собой внутренний дворик, окружённый маленькими комнатками. Найденные в нём зеркала, украшения и туалетные аксессуары говорят о нахождении в нём женщин. В центральной части здания была анфилада жилых и парадных комнат. Северная часть состояла из служебных помещений и системы двориков, ведущих к главному входу. В восточной части здания имелось несколько маленьких туалетных комнат с сооружениями из обожжённого кирпича, имеющими водосток, выходящий за пределы сооружения. В Уре Леонардом Вулли исследовано около 400 аккадских погребений.

### Скульптура

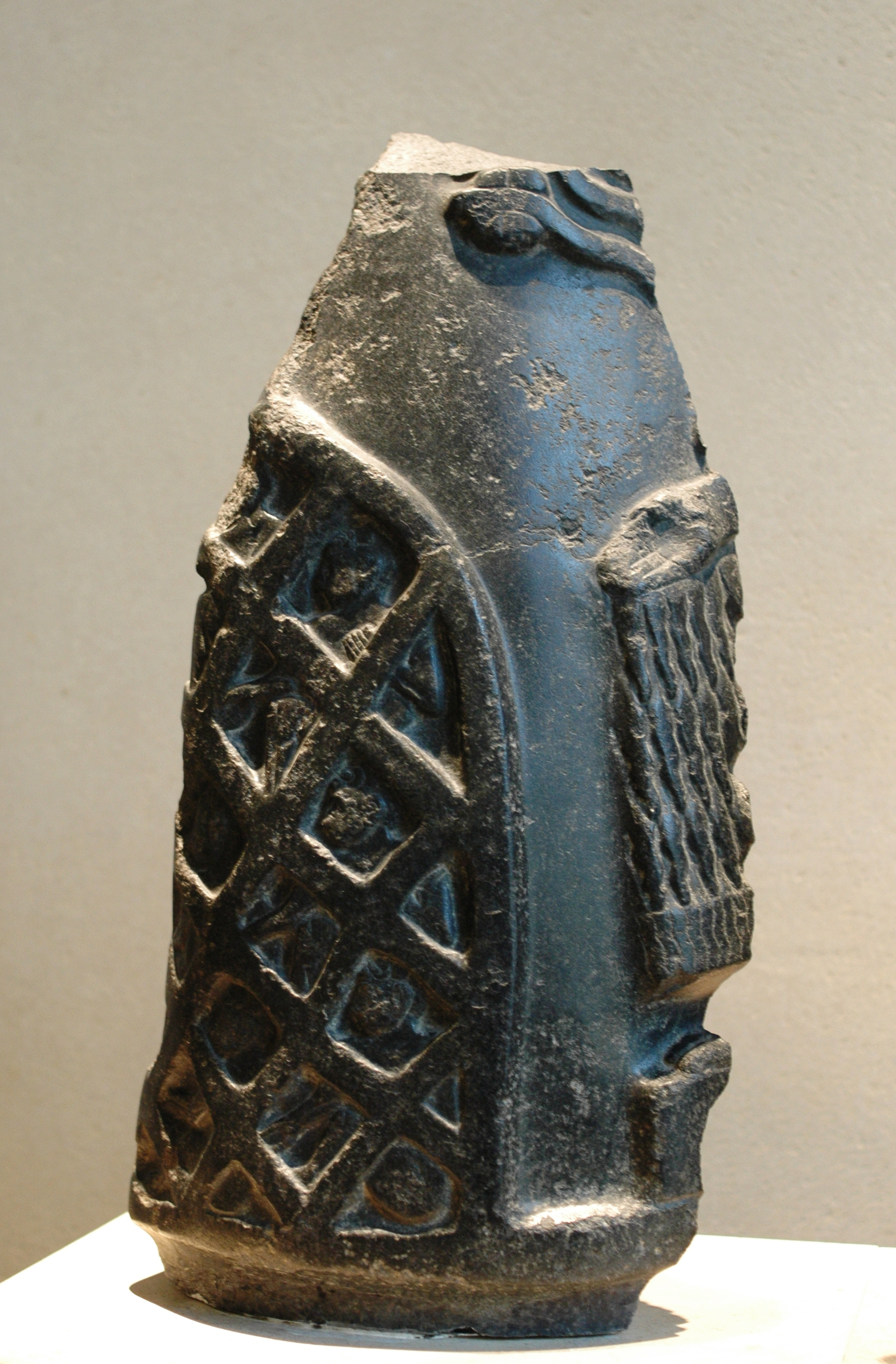
Победная стелла одного из Аккадских царей, Лувр

До наших дней уцелело очень мало образцов аккадской скульптуры. Самые известные — это бронзовая голова аккадского правителя, статуя и чёрный обелиск Маништушу.
Голова статуи аккадского царя найдена Максом Мэллоуэном в Ниневии, в развалинах храма Иштар. Мэллоуэн определил статую как изображение Саргона Аккадского, сделанное по приказу его сына Маништушу, считающегося основателем храма. В целом, аккадским скульпторам удалось достичь большего реализма, чем их шумерским предшественникам. Саргон изображён с причёской «шлем-парик», усами и разделённой бородой. На месте глаз были драгоценные камни, при извлечении одного из них статуя была повреждена. В настоящее время находка хранится в Иракском национальном музее.
Обелиск Маништушу был найден во время раскопок в Сузах. Что же касается статуи этого царя, то её верхняя часть сильно повреждена; Маништушу изображён стоящим в длинной одежде.

### Глиптика
Глиптика Древней Месопотамии традиционно почти всегда была представлена цилиндрическими печатями. Они изготовлялись из цветных полудрагоценных камней, а их оттиски передавали различные мифологические сцены. В отличие от памятников архитектуры и скульптуры, печатей аккадского периода сохранилось довольно много. Их находили в погребениях и жилых домах. Аккадские резчики печатей внесли несколько новшеств в их изготовление. В отличие от шумерских художников, объединяющих все фигуры в одной большой сцене, аккадцы составляли композиции из отдельных картин, разделённых клинописным текстом. Сами изображения стали крупнее, а промежутки между ними больше. Поэтому, а также из-за более глубокой резьбы, отпечаток получался более рельефным. В качестве сюжета выбирались разнообразные религиозные и мифологические сцены: например, птица Зу, крадущая «таблички судьбы»; Этана, летящий на орле; и другие. На печатях часто вырезалось имя владельца и его отца, должность или профессия владельца.

### Рельефы
Значительных успехов аккадские мастера достигли в изготовлении рельефов. Самые яркие памятники — каменные стелы царей Римуша и Нарам-Суэна.
Стелу Нарам-Суэна — обнаружили в Сузах, столице Элама, куда её вывез эламский царь Шутрук-Наххунте из Сиппара в качестве трофея. Она была воздвигнута по приказу царя Нарам-Суэна в честь его победы над горным племенем луллубеев. В композиции выделена фигура царя, стоящего над войсками и попирающего врагов. Царь окружён символами божеств, голова его увенчана головным убором с рогами, свидетельствующими, по мнению аккадцев, о его собственном божественном происхождении.
Стела Римуша сохранилась фрагментарно. Она также повествует о военных победах царя. Сам Римуш изображён в бахромчатой одежде с натянутым луком, видимо, участвуя в избиении пленных.

### Язык и письменность
Аккадское государство было двуязычным: и шумерский, и аккадский языки имели важное значение. Шумерский этого времени находился на так называемом переходном этапе своего развития. Он имел важнейшее значение как язык богослужений, литературы и храмового учёта. Вместе с тем, своеобразная политическая обстановка и сложность этого языка обуславливали все более глубокое проникновение аккадского в культуру и быт населения Нижней Месопотамии. Последний был распространён в форме староаккадского диалекта и применялся, главным образом, в канцелярии.
Оба языка использовали клинописную словесно-слоговую систему знаков (клинопись). Самым распространённым материалом для письма была глина, из которой делались таблички, на которых специальным стилом писцы выдавливали знаки. К периоду существования Аккадского государства относится переход от округлых табличек к строго прямоугольным, с хорошо прочерченными линиями для письма. Затем табличку подсушивали, и документ был готов. В аккадскую эпоху писали сверху вниз, знаки были ещё достаточно архаичными, воспроизводившими шумерские почерки. Строки разделялись вертикальными линиями. Если надпись была большой, то она подразделялась на ярусы, которые, в свою очередь, отделялись горизонтальными линиями. Морфологическая форма слова часто не выписывалась полностью, использовались логограммы, детерминативы и прочее.

### Религия
Исследования учёных позволили выявить, что предки аккадцев — восточные семиты — поклонялись различным божествам, покровителям отдельных общин, но при этом семиты издревле избегали называть богов собственными именами. Каждое племя или община называла своего бога-покровителя «господином» — ба’ал или бел, а богиню-покровительницу «богиней» — аc̠тар или иштар (хотя у южных семитов это было именем мужского божества).
К моменту создания Аккадской державы семитские боги были адаптированы к шумерской мифологии. Бел стал обозначать верховного бога, которым в то время являлся Энлиль (впоследствии — Мардук); имя Иштар стало применяться, в принципе, к любой богине.
Наряду с отождествлением, происходило также изменение традиционных имён шумерских богов на семитский лад. Так, верховный шумерский бог Энлиль по-аккадски назывался Эллиль; богиня Инанна чаще всего называлась Иштар, солнечный бог Уту — Шамаш, олицетворение луны Нанна (Зуэн) — Суэн (Син), Энки — Хайя (Эа), Ишкур — Адад и т. д.
На основании того, что пантеон, различные образы и сюжеты были часто тождественными в обеих культурах, обычно говорят о единой шумеро-аккадской мифологии.

## Наследие Аккада

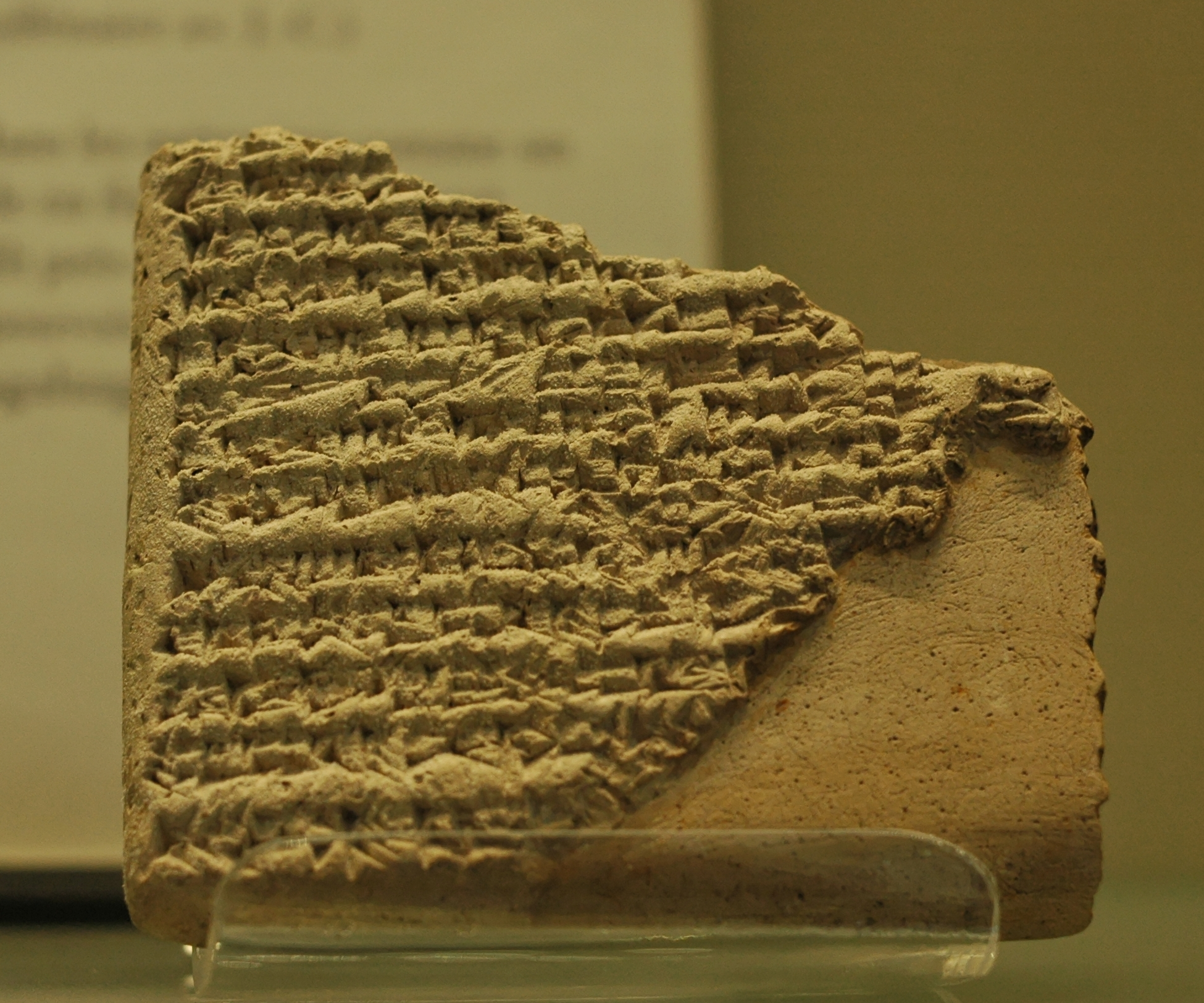
Табличка старовавилонского периода, сообщающая о рождении Саргона и приходе его к власти; Лувр

Аккад стал первым централизованным государством в истории Месопотамии. Впервые власть царя приобрела здесь деспотический характер, а сам он уже при жизни почитался в качестве божества. Была создана новая система управления, которая ляжет в основу последующих великих держав Древнего Востока — Шумеро-Аккадского царства 3-й династии Ура, Вавилонии и Ассирии.
Впервые в истории Месопотамии была создана держава, включившая в свой состав другие государства. Размах экспансии аккадских царей и обширность территории страны позволили ряду учёных считать её первой в мире империей.
Новое государство впервые задействовало аккадский в качестве официального языка, что сильно способствовало процессу семитизации шумеров и формированию новых народов — вавилонян и ассирийцев. Выход аккадского на государственный уровень способствовал укреплению его в качестве языка межнационального общения, а впоследствии — и дипломатической переписки, сделав его одним из величайших языков Древнего Востока.
Память об Аккаде долгое время сохранялась среди народов Древнего Востока. Достаточно яркий характер это имело у хеттов и ассирийцев. Аккад считался неким образцом, своего рода эталонным централизованным государством.